# پلانا ناد لوژنیتسی
پلانا ناد لوژنیتسی (به چکی: Planá nad Lužnicí) یک منطقهٔ مسکونی و شهرستان دارای شهرک سابقاً روستا در جمهوری چک است که در منطقه تابور واقع شده‌است. پلانا ناد لوژنیتسی ۳٬۹۶۰ نفر جمعیت دارد.